# Oceano - O Reino das Águas
Oceano - O Reino das águas  lançado em 25 de Junho de 2021 é a primeira obra publicada de Nero.

## Descrição
É uma obra que alia a poesia épica à alta fantasia moderna. O escritor demorou cerca de dezoito anos a escrever o livro e a criar um universo próprio. Este alia provavelmente pela primeira vez, os moldes clássicos da poesia épica à alta fantasia moderna. Nero inspira-se nas mais clássicas influências do cânone (de Homero a Dante e a Camões), procurando desafiá-las.

## Enredo
O poeta Português, conta-nos a história da viagem de um Homem pelo Oceano, onde maravilhas flutuam e seres fantásticos guerreiam.

## Recepção
De acordo com o Postal do Algarve, o livro é um dos principais lançamentos da fantasia de 2021. A obra fez parte do Festival Literário de Ficção Científica e Fantasia Contacto e da Feira do Livro de Lisboa.